# Konvencija o kemičnem orožju
Konvencija o prepovedi kemičnega orožja (CWC), ki je bila sprejeta leta 1993, predstavlja pomemben mejnik v mednarodnih prizadevanjih za preprečevanje uporabe kemičnega orožja. Svoj pomen izkazuje prek obsežnega sistema regulacij, ki jih vpeljuje, s ciljem vzpostavitve sveta brez grožnje in uporabe kemičnega orožja. Eden od osrednjih ciljev CWC je popolno uničenje kemičnega orožja v državah članicah. Ta proces poteka pod nadzorom Organizacije za prepoved kemičnega orožja (OPCW). Uničenje obstoječega kemičnega orožja je ključno za zagotovitev varnosti in preprečevanje morebitnih neželenih incidentov. CWC vzpostavlja sistem regulacij in nadzora nad kemikalijami, ki imajo lahko vojaško in civilno uporabo. Države članice so zavezane poročanju o svojih kemikalijah in obratih, ki proizvajajo ali uporabljajo določene kemikalije. Ta sistem omogoča sledenje in preverjanje namena uporabe kemikalij, s čimer preprečuje morebitne zlorabe. Regulacije CWC vključujejo tudi nadzor nad trgovino s kemikalijami, ki bi lahko bile uporabljene za proizvodnjo kemičnega orožja. Ta nadzor preprečuje nezakonito pretakanje nevarnih kemikalij in zmanjšuje tveganje širjenja kemičnega orožja. Inšpektorji OPCW odigrajo ključno vlogo pri nadzoru izvajanja CWC. Njihova prisotnost v državah članicah zagotavlja transparentnost, zaupanje in učinkovito izvajanje konvencije. Opazovalci izvajajo redne preglede obratov, kjer se uporabljajo ali proizvajajo kemikalije, da se zagotovi skladnost z regulacijami. CWC spodbuja univerzalno udeležbo držav, saj večja udeležba krepi učinkovitost konvencije. Skupna zaveza k mirnemu uporabi kemije poudarja mednarodno sodelovanje in solidarnost v preprečevanju uporabe kemičnega orožja. V zaključku lahko ugotovimo, da so regulacije CWC ključne za vzpostavitev varnega in miroljubnega mednarodnega okolja. CWC predstavlja pomemben korak k svetu brez grožnje kemičnega orožja ter spodbuja etično uporabo kemije za dobrobit vseh. Njene regulacije igrajo ključno vlogo pri vzpostavljanju zaupanja, varnosti in trajnostnega razvoja mednarodne skupnosti.